# Леон Вуд
Леон Вуд (англ. Leon Wood, 25 березня 1962) — американський баскетболіст.
Олімпійський чемпіон 1984 року.
Переможець Панамериканських ігор 1983 року.